# NUTS:MT

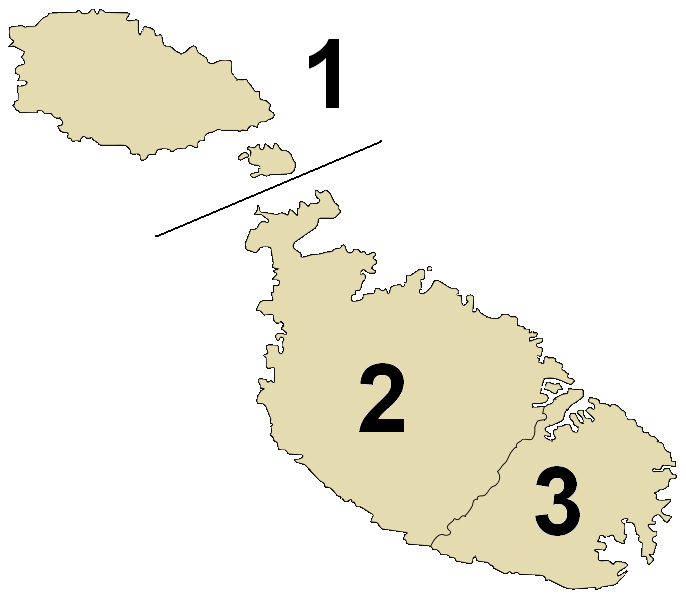
Regionen Maltas (zwischen NUTS-3 und LAU-1)

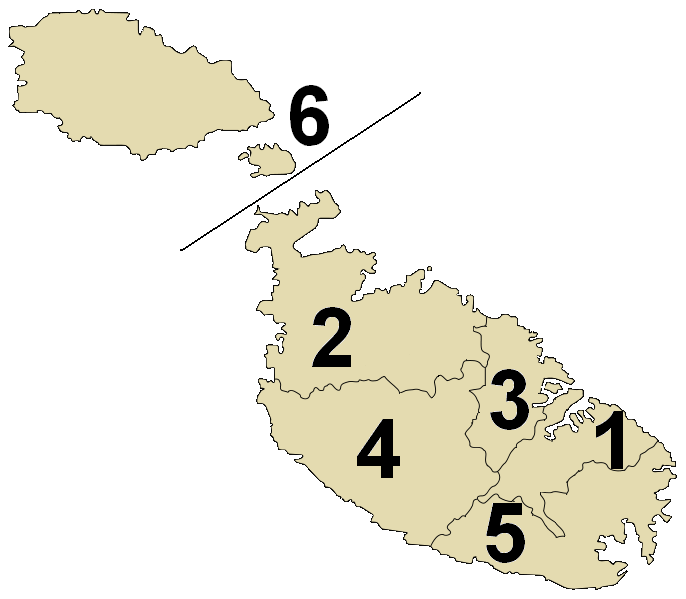
Distrikte Maltas (LAU-1)

Als NUTS:MT oder NUTS-Regionen in Malta bezeichnet man die territoriale Gliederung Maltas gemäß der europäischen Systematik der Gebietseinheiten für die Statistik (NUTS).

## Grundlagen
In Malta werden die drei NUTS- und die LAU-Ebene wie folgt belegt:
- NUTS-1: Malta
- NUTS-2: Malta
- NUTS-3: 2 Gżejjer – die Insel Malta einerseits und die Inseln Gozo und Comino zusammen andererseits
- LAU: 68 Kunsilli Lokali (Ortsräte)

## Liste der NUTS-Regionen in Malta
| NUTS 1 | NUTS 1 | NUTS 2 | NUTS 2 | NUTS 3 | NUTS 3                              |
| MT0    | Malta  | MT00   | Malta  | MT001  | Malta                               |
| MT0    | Malta  | MT00   | Malta  | MT002  | Gozo and Comino / Għawdex u Kemmuna |